# Álex Carbonell
Alejandro „Álex” Carbonell Vallés (ur. 15 września 1997 w Sant Cugat del Vallès) – hiszpański piłkarz występujący na pozycji pomocnika w Fortunie Sittard.